# José Antonio López Fernández
José Antonio López Fernández (Valencia de las Torres, Badajoz, 27 de octubre de 1946 - Badajoz, 19 de junio de 2024) fue un pegagogo español. Licenciado en Filosofía y Letras y y doctor en Ciencias de la Educación por la Universidad Autónoma de Barcelona. Durante su trayectoria profesional ha trabajado como maestro, director de escuela, profesor de pedagogía en la Universidad Autónoma de Barcelona e inspector de educación.
Se casó con María Paz Pellisa Amposta (maestra) y tuvo tres hijos; Federico López Pellisa, Ignacio López Pellisa y Teresa López-Pellisa. 

## Trayectoria
Realizó sus estudios primarios en la escuela de Valencia de las Torres y a los diez años emigró junto a su familia a Maella (Zaragoza). En Zaragoza estudio magisterio y trabajó como maestro en diferentes escuelas rurales. Posteriormente se trasladó a San Cugat del Vallés donde trabajó como maestro y director del "C.P. J. Pla Farreras" durante 15 años, y como profesor de Pedagogía en la Escuela Universitaria de Formación del Profesorado de la Universidad Autónoma de Barcelona durante 13 años.
Se doctoró en el año 1983 con la tesis doctoral titulada "Anàlisi del funcionament qualitatiu dels centres estatals d'educació general bàsica a Catalunya", bajo la dirección del Dr. José Luis García Garrido (tres tomos).  Sus investigaciones se han centrado en la formación del profesorado, así como en la organización y evaluación de los centros educativos y la renovación pedagógica. En 1984 publicó, junto a Pere Darder, QUAFE-80. Cuestionario para el análisis del funcionamiento de la escuela y en el año 1986 publicó El funcionament de l'escola pública a Cataluña (Ediciones 62). Implicado en el movimiento de renovación pedagógica de Cataluña, colaboró con la Associació de Mestres Rosa Sensat junto con Marta Mata, María Antònia Canals, Maria Teresa Codina, Jordi Cots, Enric Lluch, Anna Maria Roig y Pere Darder , entre otros. También formó parte del patronato de la Fundación Arturo Martorell (creada en 1969).
El Presidente Josep Tarradellas, miembro del Consejo de Educación Cultural de la Generalidad de Cataluña, le nombró para participar en la negociación de los traspasos de educación del M.E.C. a la Generalidad y fue nombrado primer Delegado Provincial de Educación de la Generalidad de Cataluña (jefe de los Servicios Territoriales del Departamento de Enseñanza), en Barcelona. En el contexto de la reciente democracia española, fue la primera persona encargada de llevar a cabo esta labor tras la promulgación del nuevo Estatuto de autonomía de Cataluña (18 de diciembre de 1979).  
Participó activamente en los movimientos de renovación pedagógica de Rosa Sensat, asistió al Congrés de Renovació Pedagògica organizado por Rosa Sensat en 1983, y en el año 1984 se vinculó a la Societat Catalana de Pedagogia/IEC. Fue una de las personas que diseñó el F.O.P.I, la experiencia piloto de Formación Permanente Institucional del Profesorado, que se puso en marcha en Cornellá de Llobregat y que posteriormente se implantó en otros centros de Cataluña. Y fue asesor del departamento de enseñanza de la Generalidad y del Ministerio de Educación en diversas ocasiones.  
Tras su etapa como pedagogo en Cataluña (década de los 70 y 80), se trasladó con su familia como inspector de educación a Extremadura. Allí colaboró con la Escuela de Verano de Extremadura, fundo el Foro Europeo de Educación en Extremadura (del que fue el primer presidente) y 1997 creó la Fundación Juan Uña para la Educación y Desarrollo en Extremadura. También fue miembro del equipo de redacción de la revista Reforma de la Escuela, Perspectiva Escolar y colaborador de otras revistas sobre educación y pedagogía.
Falleció el 19 de junio de 2024 en el Hospital Universitario de Badajoz tras sufrir el atropello de un coche en la localidad extremeña de Zafra. Tras su fallecimiento, le han dedicado un homenaje desde la Fundación Juan Uña para el desarrollo de la Educación en Extremadura (29 de diciembre de 2024, Badajoz) y desde la Associació de Mestres Rosa Sensat y la Fundació Artur Martorell (30 de diciembre de 2025, Barcelona).

## Obra
- (1984): Evaluació de l’experiència pilot de formació permanent institucional de mestres de Cornellà (FOPI 1982-1984), Departament d’Ensenyament. Generalitat de Catalunya. Barcelona.
- (1984): QUAFE-80. Cuestionario para el análisis del funcionamiento de la escuela, Onda, Barcelona. 978-84-85008-39-1
- (1986): Elements d’organització i avaluació del centre educatiu d’EGB. Edicions 62. ISBN 10: 8429722947 / ISBN 13: 9788429722949.
- (1986): El funcionament de l'escola pública a Cataluña,  Edicions 62, Barcelona. ISBN: 9788429724851.